# 新しい人権
新しい人権（あたらしいじんけん）とは、憲法の定める個別の権利保障規定に明示されてはいないが、憲法上の人権として保障されるべきであると主張される権利。
日本国憲法に定められていない新しい人権の例として、プライバシー権、環境権、「嫌煙権」、「知る権利」、「肖像権」などが挙げられる。

## 背景
新しい人権という考え方が生まれた背景には、経済発展につれて発生してきた都市問題や社会の変遷から生まれてきた私人間の問題などから、人々の生活が従来認められてきた人権では十分には守られていなかった、もしくはそもそも全く守られていなかったという根元的な問題がある。
例えば日照権は日を遮るものが自然物しかなかった時代には問題にならず、人工物が日照を得るのを妨害することが目立ち始めたことによって発生したという経緯がある。
また、プライバシー権は（程度の差こそあれ）都市化した社会において問題になるものであり、お互いが顔見知りである社会では意識されることが少なく、問題も小さかった。したがって、プライバシー権が意識されるようになったのは都市化が進んだ近代以降であることが分かる。

## 新しい人権の権利性
以下は日本国憲法下での議論や解釈である。
そもそも、新しい人権を認める必要があるかについて、学説の対立があった。

### 否定説・肯定説
これを否定する説は、新しい人権といえども「既存の条文のいずれかに含ませることが出来る」、「既存の条文を組み合わせることで十分な根拠たりうる」と主張した。肯定する説は、「憲法典といえども完全ではなく、時代の変化に伴って新たに保障されるべき人権が生じることは十分にありえる」と主張した。

### 肯定説が通説
現在では、新しい人権は既存の人権にはない内実を有しており、独自の人権として認める意義があることから、肯定説が通説である。そして、新しい人権の実定法上の根拠を憲法13条の定める幸福追求権に求める。憲法13条の幸福追求権は憲法上の各人権の総則的な規定であることから、人の幸福追求のために新しい人権を認めるのであれば根拠になることができる、ということである。

### 新しい人権を認める基準をめぐって
ただし、通説の中でも新しい人権を認める基準をどう定めるかについては争いがある。
多くの説は「人格的生存に不可欠なもの」のみを新しい人権として認めようとする（人格的利益説）。これは新しい人権を次々と認めていくと、既存の人権に比べて内容があいまいなものも人権として認められてしまい（これを「人権のインフレ化」などという）、結局は新たな人権と既存の人権の無用な衝突を招きかねないから一定の歯止めが必要、などとするためである。
これに対し、少数ではあるが有力に主張されているのが、一般的行為自由説である。これは憲法13条の定める幸福追求権から、人は一般的な行為の自由権を持っており、それを根拠に人権として広く認められる権利があると考える立場である。この立場は人格的利益説の批判に対して、人格的な価値以外の部分についてはより弱い保障のみを与えるからインフレ化の問題は起こらない、などと反論している。
しかし、この両説の認める人権の範囲については直接には大きな関係はない。人格的利益説によって新しい人権とされるものは一般的自由説によっても強い保護を受けうる人権となるからである（ただし、その周辺により弱い人権が保障されるかどうかという問題では差が生じる）。しかし、幸福追求権が有する内実をどう捉えるか、ひいては憲法の認める人権の性質をどう捉えるか、といった理論的な問題に関わることになる。

## 判例により認められた新しい人権の例
- プライバシー権 - 三島由紀夫著「宴のあと」第一審判決（ただ、最高裁でプライバシー権を真正面から認めたものはまだない）
- 人格権（名誉権） - 北方ジャーナル事件最高裁判決（ただ、最高裁が人格権を“憲法上の”権利であると認めているかは明白ではない）